# Prometheus Global Media
Prometheus Global Media era un gruppo statunitense del settore dei media B2B con sede a New York. La società fu costituita nel dicembre 2009, quando Nielsen vendette la sua divisione intrattenimento e media a un gruppo finanziato da private equity guidato da Pluribus Capital Management e Guggenheim Partners. Guggenheim ha acquisito la partecipazione di Pluribus nella società nel gennaio 2013 conferendole la piena proprietà sotto la divisione di Guggenheim Digital Media.
La società possedeva e gestiva una serie di importanti pubblicazioni commerciali del settore dello spettacolo e i relativi siti web, tra cui Adweek, Backstage, Billboard, Film Journal International e The Hollywood Reporter.
Il 17 dicembre 2015 è stato annunciato che Guggenheim avrebbe distribuito le sue proprietà nel settore media al gruppo Eldridge Industries, guidato dall'ex dirigente Todd Boehly.